# Euclystis onusta
Euclystis onusta är en fjärilsart som beskrevs av William Schaus 1911. Euclystis onusta ingår i släktet Euclystis och familjen nattflyn. Inga underarter finns listade i Catalogue of Life.